# BGM-71 TOW
El BGM-71 TOW (en inglés: Tube-launched, Optically-tracked, Wire-guided) es un misil antitanque guiado por cable desarrollado y fabricado por Estados Unidos. El BGM-71 TOW entró en producción en 1970 y es el misil guiado antitanque más ampliamente usado en el mundo. El misil antitanque TOW actualmente producido puede penetrar cualquier blindaje de tanque conocido.

## Historia

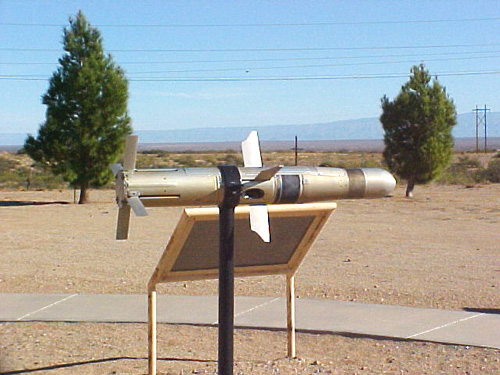
misil TOW

Inicialmente la compañía Hughes Aircraft desarrolló un prototipo de misil, el XBGM-71A, entre 1963 y 1968 para ser usados sobre helicópteros. En 1968 el contrato fue vendido al Ejército de los Estados Unidos donde fue incorporado. Se le denominó BGM-71 y reemplazó al cañón sin retroceso M40 de 105 mm y al misil MGM-32 ENTAC. También sustituyó al misil AGM-22B montado sobre helicóptero.
El misil fue mejorándose por medio de guerras, por ejemplo la guerra de Estados Unidos con la electrónica mejorada del TOW, en 1980 apareció el TOW 2 y en 1989 el TOW 2A/B. El misil TOW aún está en servicio.
Varios misiles TOW fueron usados por fuerzas del Ejército de Estados Unidos en Irak en el asalto del 22 de julio de 2003 en el que mataron a Uday Hussein y Qusay Hussein, hijos de Saddam Hussein.

## Variantes
Raytheon es el nuevo fabricante del misil.
| Designación      | Descripción                                                                              |
| ---------------- | ---------------------------------------------------------------------------------------- |
| XBGM-71A/BGM-71A | Misil TOW producido por Hughes                                                           |
| BGM-71B          | BGM-71A variante; alcance aumentado                                                      |
| BGM-71C          | BGM-71B variante; Implementación del sistema (ITOW)                                      |
| BGM-71D          | BGM-71C variante; TOW 2, mejora de sistema de guía y amplidinios.                        |
| BGM-71E          | BGM-71D variante; TOW 2A acondicionado para sistemas ERA                                 |
| BGM-71F          | BGM-71D variante; TOW 2B cambio de roncillas y telémetros                                |
| BGM-71G          | BGM-71F variante; No producido                                                           |
| BGM-71H          | BGM-71E variant; ojiva contra hormigón reforzado con Fulminato de mercurio y C4 inercial |

## Operadores

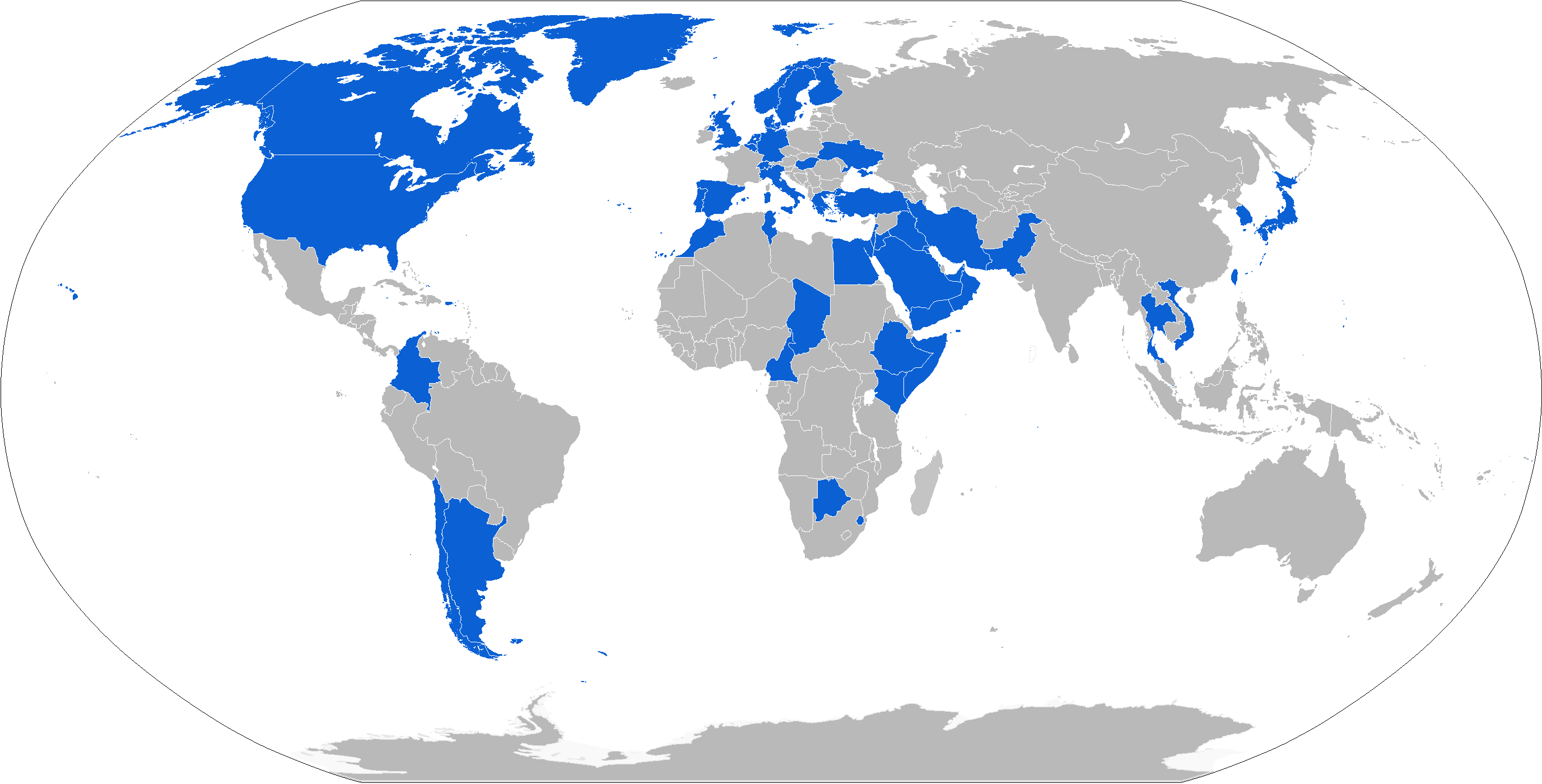
Mapa con operadores BGM-71 en azul

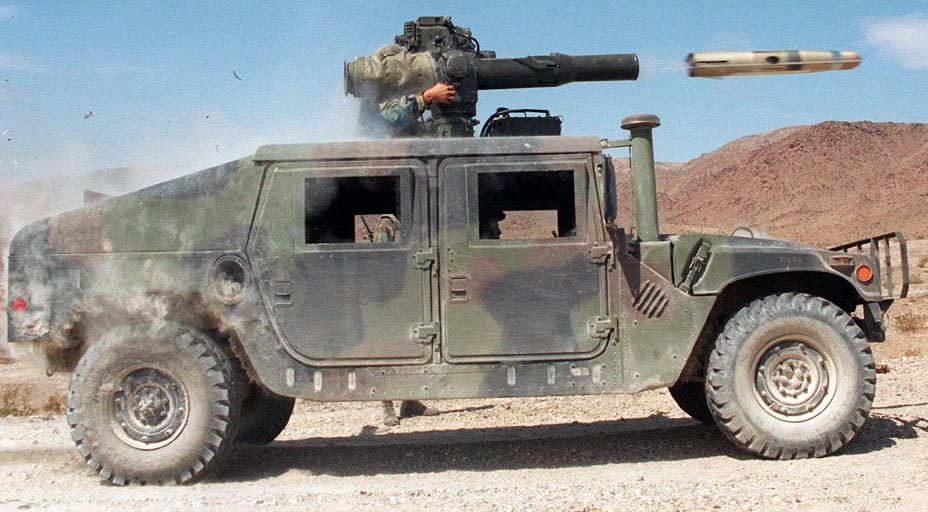
HMMWV.

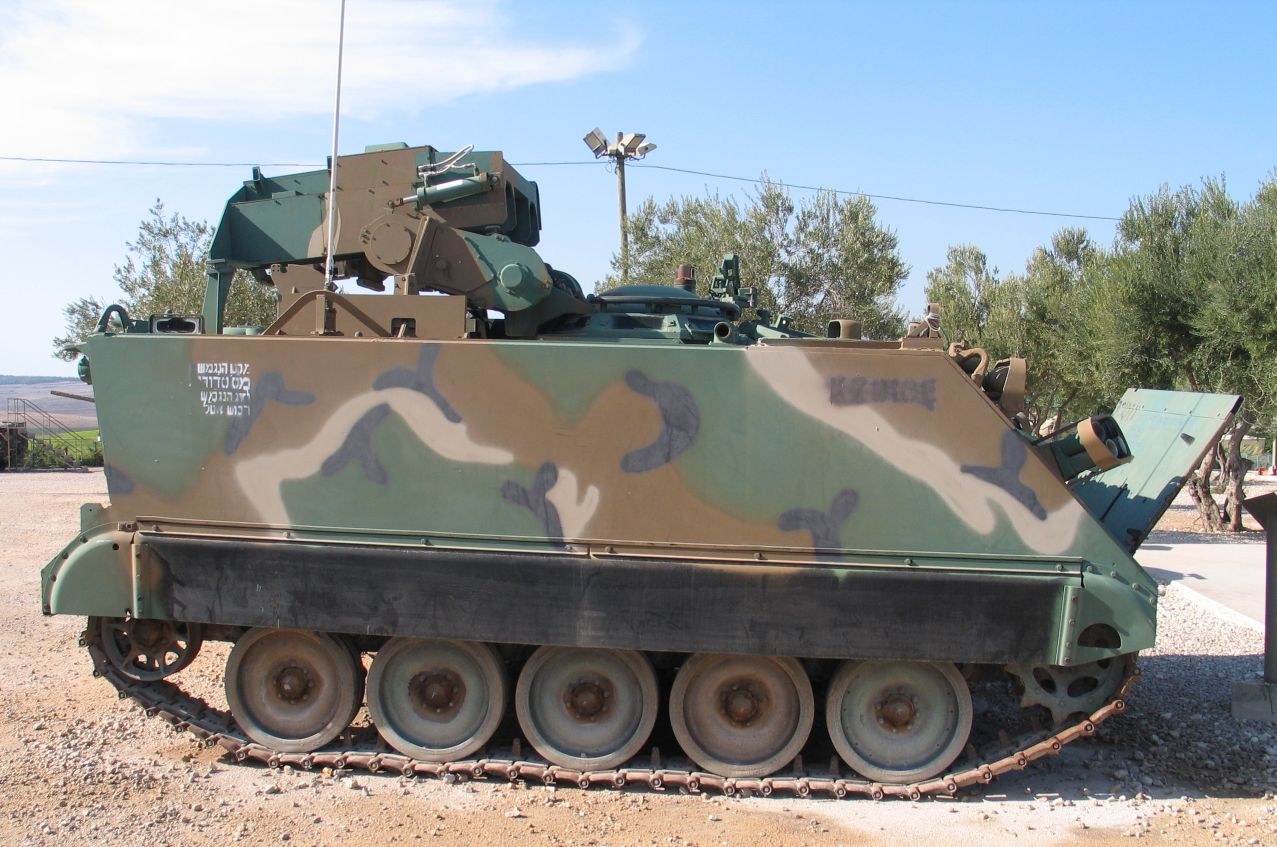
M901 ITV.

- Albania
- Alemania
- Arabia Saudita
- Argentina
- Baréin
- Botsuana
- Canadá
- Chad
- Colombia

Usados desde plataformas M8 Greyhound, como una contramedida en caso de guerra exterior contra blindados enemigos, doce unidades aproximadamente de esta clasificación los portan.
- Corea del Sur
- Dinamarca
- Egipto
- Etiopía

- España

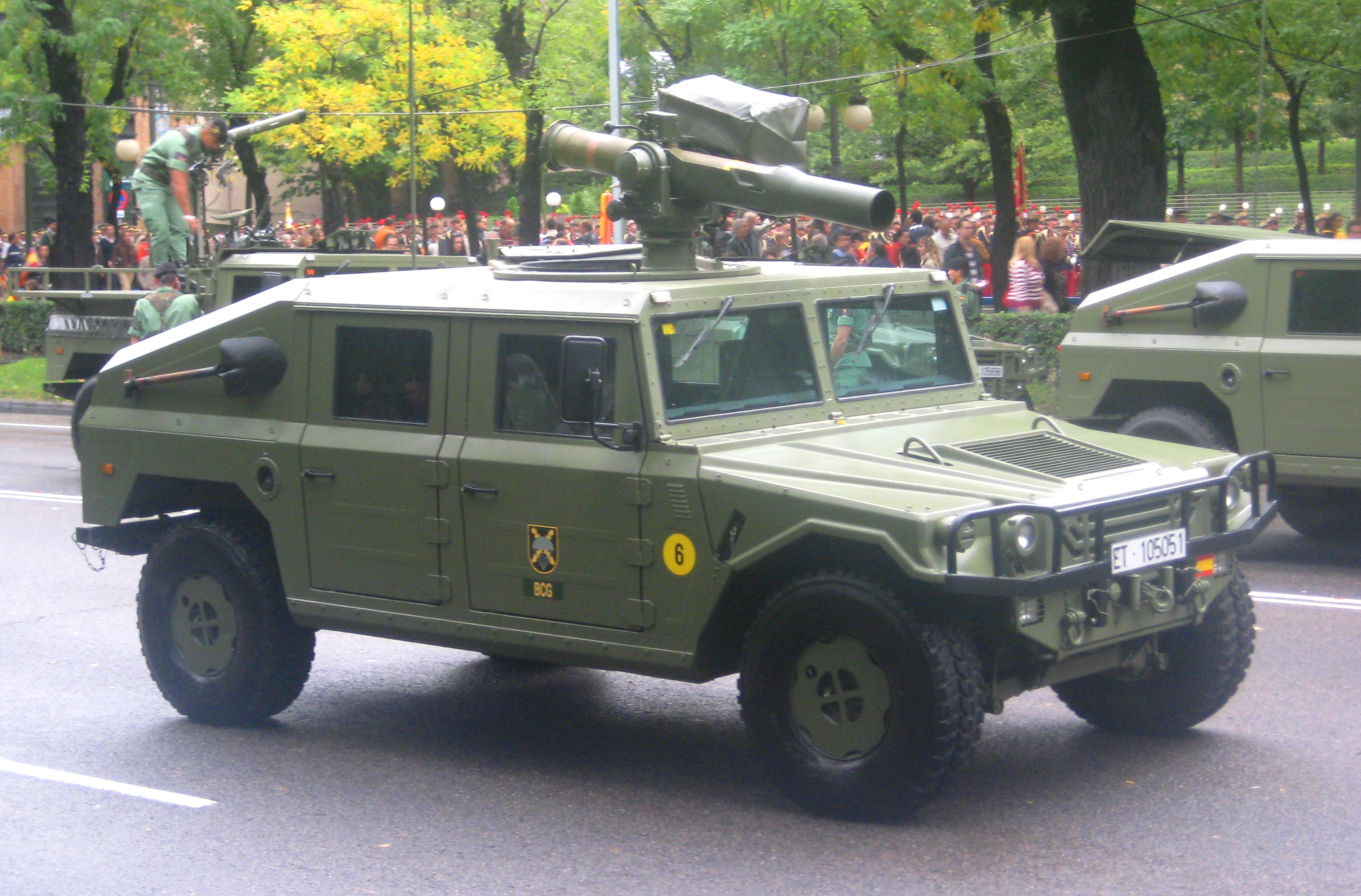
BGM-71 TOW 2A sobre URO VAMTAC blindado del Ejército de Tierra de España.

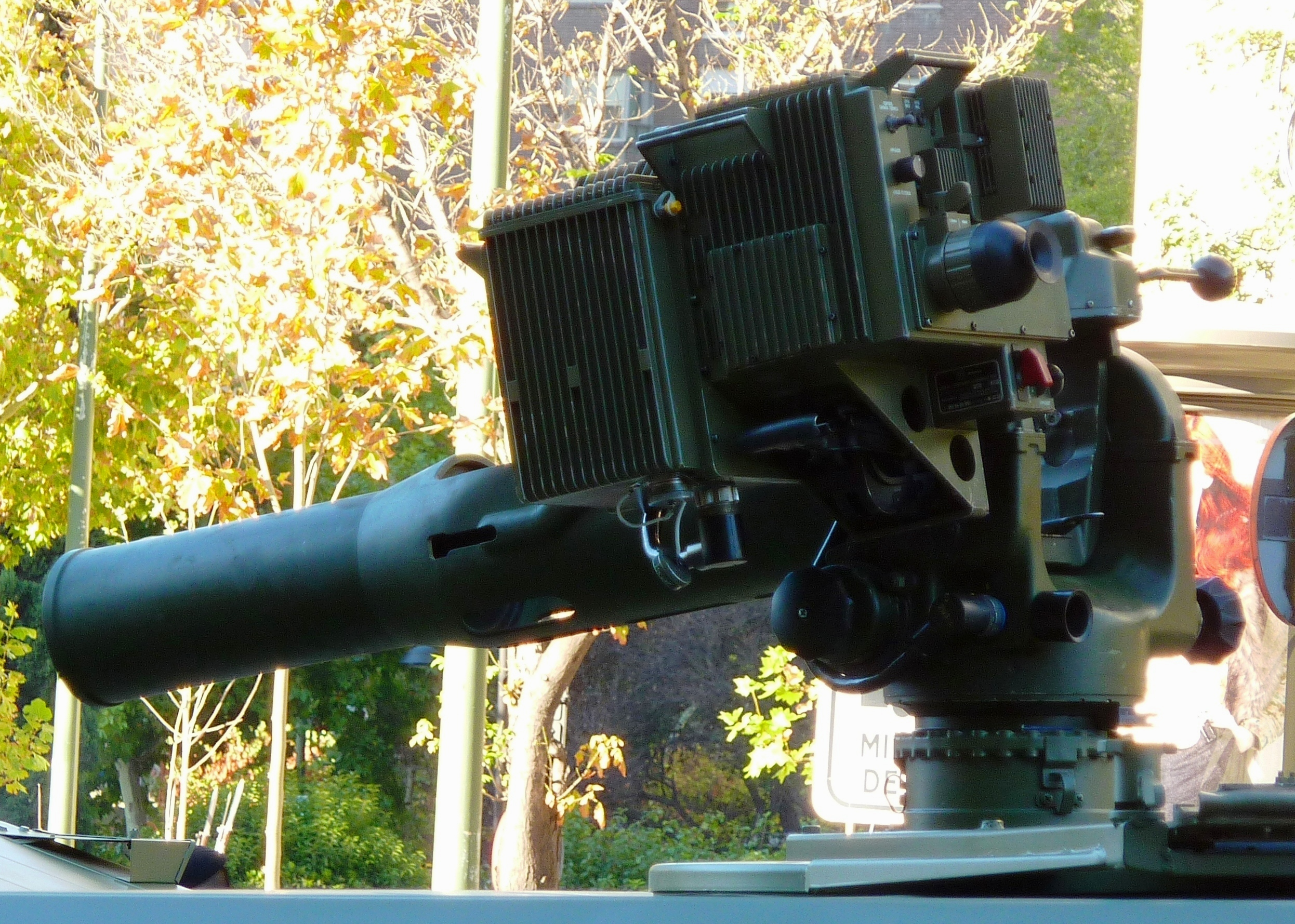
Primer plano del lanzador TOW-LWL.

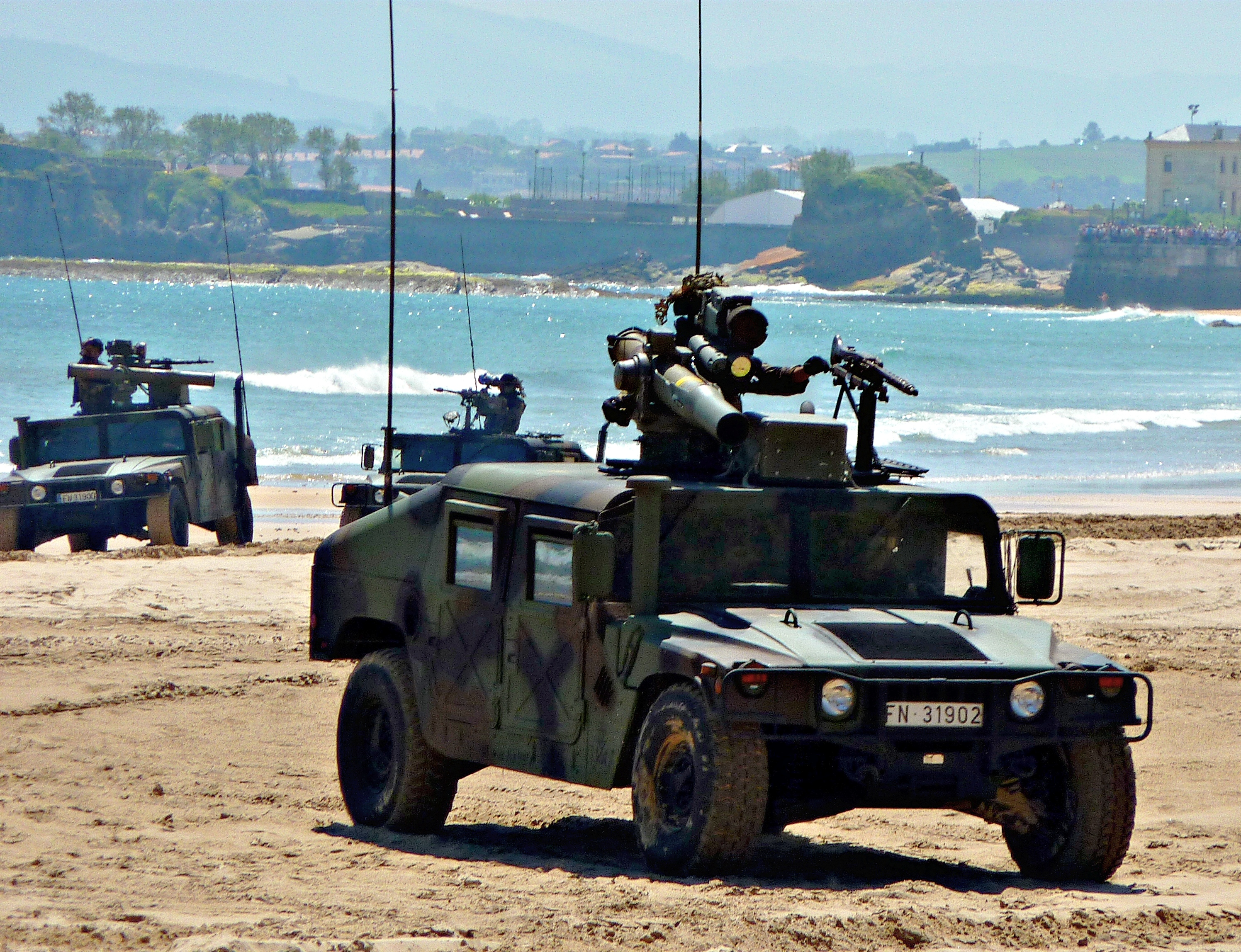
Hummer de la Infantería de Marina Española equipado con lanzamisiles TOW.

  - Ejército de Tierra de España. 200 lanzadores ligeros TOW-LWL (Light Weight Launcher, Lanzador Ligero) con cámaras térmicas de segunda generación de ENOSA y dos mil misiles BGM-71 TOW 2A, que se empezaron a recibir a partir de 1996.[2][3] 68 de los lanzadores están montados en vehículos de combate, como el VAMTAC, BMR o M113.[4]
  - Infantería de Marina Española: veinticuatro lanzadores, montados sobre vehículos Humvee.
- Estados Unidos
- Finlandia
- Grecia
- Irán
- Israel
- Italia
- Japón
- Jordania
- Kenia
- Kuwait
- Líbano
- Luxemburgo
- Marruecos
- Noruega
- Omán
- Pakistán
- Portugal
- Somalia
- Suazilandia
- Tailandia
- Túnez
- Turquía
- Vietnam
- Yemen
- Frente Islámico
- Frente Al-Nusra (Al-Qaeda) Se han visto algunas unidades con misiles TOW, pero no hay pruebas de que hayan sido suministrados directamente por terceros países. Lo más probable es que los hayan capturado a grupos del FSA contra los que se han entablado combate en alguna ocasión.
- Ejército Libre Sirio Algunos de los grupos del FSA, reciben unidades TOW de EE.UU y Arabia Saudí[5]
- México

## Sistemas de lanzamiento
- Sistema M220: Este sistema de lanzamiento fue diseñado específicamente para M2/M3 Bradley IFV/CFV, M1134 Stryker, ATGM carrier, y M901 ITV. También puede ser instalado en los siguientes vehículos: M966 HMMWV., M-113, M-151 , M8 TOW y M966 HMMWV(Colombia)

- Sistema M65: Está diseñado para ser instalados en helicópteros AH-1 y UH-1

### Armas similares
- Euromissile HOT
- 9M133 Kornet
- M47 Dragon
- M72 LAW
- AT4

### Listas relacionadas
- Anexo:Materiales del Ejército de Tierra de España
- Anexo:Materiales de la Infantería de Marina Española